# Allied Domecq
Allied Domecq fue una firma inglesa de alimentos y bebidas alcohólicas, la cual surgió de la fusión entre la empresa Allied Lyons y la destiladora Pedro Domecq en 1994. En 2005 fue adquirida por la francesa Pernod Ricard.

## Historia
En 1725, el irlandés Patrick Murphy estableció una destilería en Francia, la cual fuera heredada por el español Don Pedro Domecq en 1822. El brandy de Domecq se hizo muy popular en Inglaterra, importado por Matthew Clark & Sons. 
En 1884 surgió J. Lyons & Co., la cual tendría un papel dominante entre los hoteles, restaurantes y más tarde la industria alimentaria de Inglaterra. El año 1961 tres licorerías de Inglaterra formaron Allied Breweries, la cual se fusionó con Lyons en 1978, pasando a concentrarse en sus restaurantes: En los 80, sus negocios lácteos fueron vendidos a Nestlé y sus pastelerías fueron adquiridas por RHM (actualmente Premier Foods) y posteriormente el portafolio de licores fue vendido a Carlsberg en 1992. 
En 1973, Lyons se hizo con el 50% del panificador español Panrico. En 1988 adquirió la cadena norteamericana Mister Donut y dos años más tarde compró a su rival Dunkin' Donuts. En 1994, Allied Lyons compró la destiladora de Álvaro Domecq y Díez y en 2001 adquirió la neozelandesa Montana Wines. En 2005, la firma francesa de licores Pernod Ricard anunció su adquisición de Allied Domecq, más tarde vendiendo sus negocios no licoreros.

## Portafolio de licores en 2005
- Ballantine's (whisky)
- Teacher's Highland Cream (whisky)
- Laphroaig (whisky)
- Courvoisier (coñac)
- Canadian Club (whisky)
- Kahlúa (licor)
- Malibu (ron)
- Maker's Mark (Whisky de Bourbon)
- Mumm (champaña)
- Perrier-Jouët (champaña)
- Don Pedro (brandy)
- Stolichnaya (vodka)
- Tia Maria (licor)
- Cockburn's Port (vino de Oporto)
- Harvey's Bristol Cream (jerez)
- Curtis No. 1 (whisky)

- Datos: Q2838301